# Mordella quadrioculata
Mordella quadrioculata es una especie de coleóptero de la familia Mordellidae.

## Distribución geográfica
Habita en Madagascar.